# Chic Nisello
Chic Nisello è il secondo mixtape del rapper italiano Vegas Jones, pubblicato il 30 novembre 2016 dalla Dogozilla Empire.

## Descrizione
Uscito inizialmente per il download gratuito, l'album è composto da sedici brani da cui sono stati estratti i videoclip dei brani Papi Papi,Belair,Bellavita e Trankilo.. Il disco contiene varie collaborazioni tra cui Emis Killa, Nitro, Laïoung, Fly e LokI. Tutti i produttori del disco sono dell'etichetta Dogozilla Empire.
Il 25 gennaio 2017 viene pubblicato in versione digitale su tutte le piattaforme digitali e copia fisica. Considerato un disco molto personale dall'artista raccontando fatti accaduti nella sua città Cinisello Balsamo e rivolgendosi a quelli che cercano un significato nella musica.
I brani Aifon e Trankilo, seppur non estratti come singolo, sono stati certificati rispettivamente disco d'oro e disco di platino dalla FIMI.

## Tracce
1. Eclipse – 2:53
2. Papi Papi – 2:22
3. Trankilo (feat. Nitro) – 4:00
4. Maratona – 2:43
5. Bellavita – 2:03
6. Gang (feat. Laïoung) – 4:18
7. Prego – 2:39
8. Gucci Benz (feat. Emis Killa) – 2:50
9. Aifon – 3:15
10. Solo (feat. Fly) – 3:32
11. Belair – 3:23
12. Lambo – 2:43
13. Matrimoney – 3:18
14. Califlower (feat. Loki) – 3:01
15. Pelle Toscana – 4:03
16. Sul serio – 3:17

## Formazione
Musicisti
- Vegas Jones – voce
- Nitro – voce aggiuntiva (traccia 3)
- Laïoung – voce aggiuntiva (traccia 6)
- Emis Killa – voce aggiuntiva (traccia 8)
- Fly – voce aggiuntiva (traccia 10)
- Loki – voce aggiuntiva (traccia 14)

Produzione
- Majestic (tracce 1, 2, 4, 7 e 16)
- Boston George (tracce 5, 6, 9, 10, 11 e 12)
- Kid Caesar (tracce 3, 8, 13 , 14 e 15)

## Classifiche
| Classifica (2016) | Posizione massima |
| ----------------- | ----------------- |
| Italia            | 55                |